# Mike Peters (fumettista)
Mike Peters (Saint Louis, 9 ottobre 1943) è un fumettista statunitense.
È il creatore di Mother Goose and Grimm, da cui è stata tratta anche la serie a cartoni animati Grimmy.